# Drimys winteri
El canelo de Winter  (Drimys winteri) es un árbol siempreverde que habita en gran parte de Argentina occidental y Chile. Es uno de los árboles sagrados del pueblo mapuche y en su idioma se llama foye o foyke.

## Nombre científico
Debido a su efecto antiescorbútico, el uso de infusiones o remojos de corteza de canelo, aconsejado por nativos de los canales fueguinos, sirvió en 1578, según el testimonio de su comandante John Winter (1555–1638), para mejorar la condición de salud de los tripulantes de la nave Elizabeth durante su paso de occidente a oriente por el Estrecho de Magallanes, tras separarse de la flotilla de Francis Drake en una tormenta del Pacífico. Winter llevó muestras de esta planta a Inglaterra, al considerarla muy útil para combatir el escorbuto que diezmaba tripulaciones en la era de las exploraciones, por lo que su apellido quedó asociado al nombre científico de la planta.

## Características

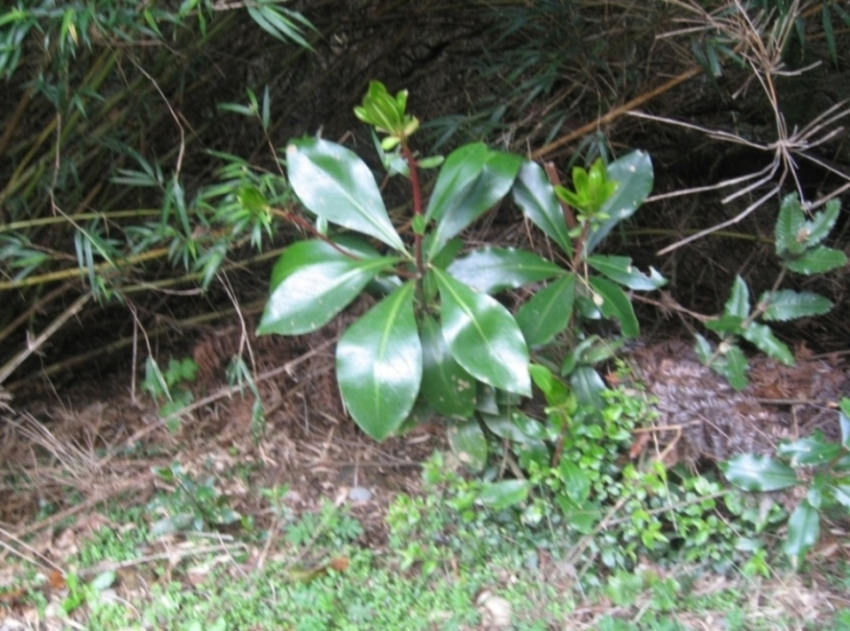
Hojas.

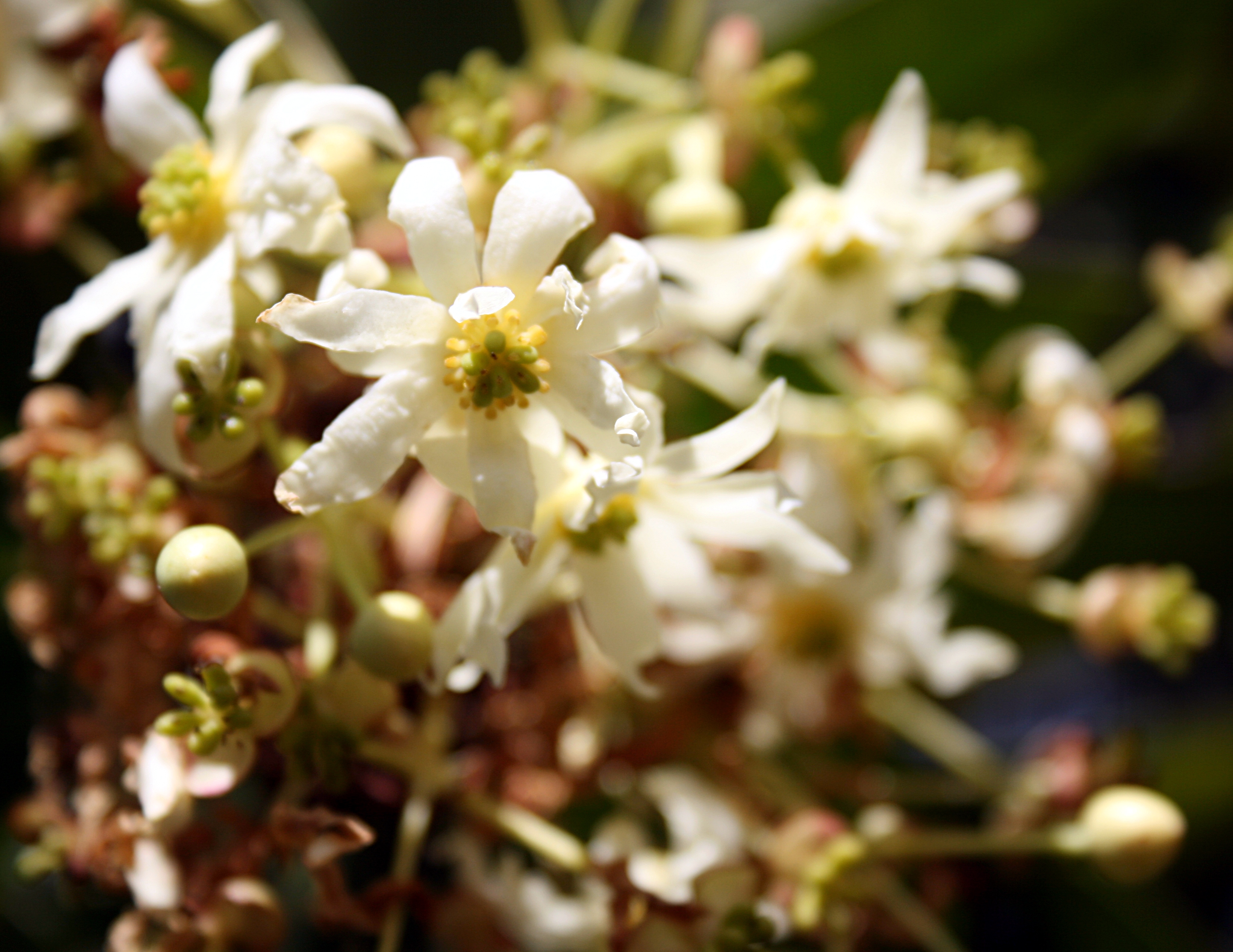
Flores.

### Morfología
El canelo es un árbol de tronco grisáceo poco ramificado que puede alcanzar unos 20 m de altura.
- Corteza. Su corteza se ha usado para combatir el escorbuto por su alto contenido de vitamina C.
- Madera. Su madera es de color rojizo y posee traqueidas como la de las coníferas.
- Hojas. Sus hojas son lanceoladas y pueden llegar a medir unos 20 cm, de color verde brillante por el haz y blanquecinas por el envés. Nervadura central muy marcada.
- Flor. Su flor es blanca con el centro amarillo y está compuesta de un gran número de pétalos y estambres.
- Fruto. Su fruto es una baya azulada.

## Distribución

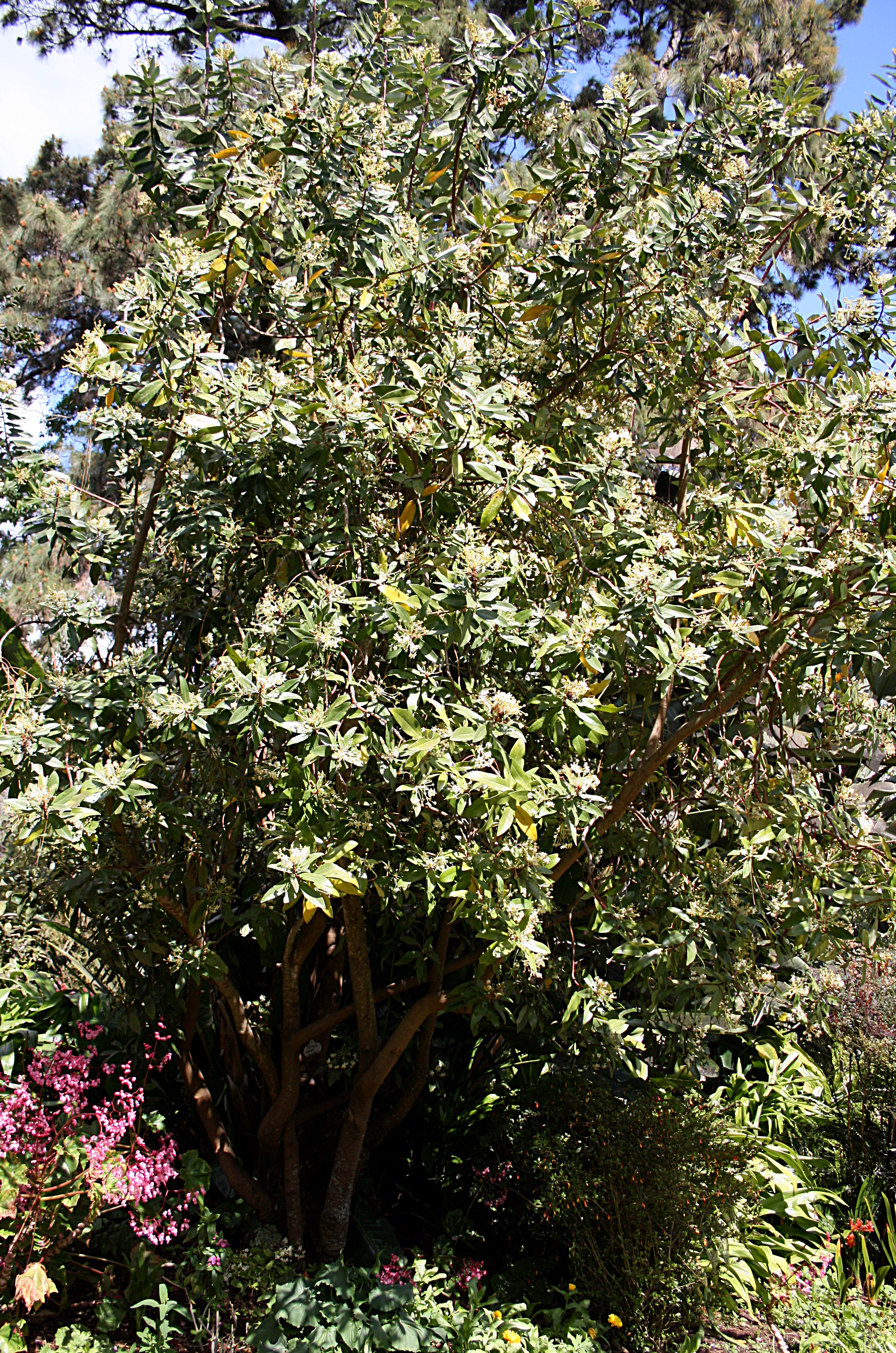
Canelo.

En Argentina se encuentra en el sector recostado sobre la cordillera desde el sur de la provincia de Mendoza hasta la provincia de Tierra del Fuego. En Chile habita desde la Región de Coquimbo, donde está presente en el parque nacional Bosque Fray Jorge a 30° S, hasta el extremo sur de Tierra del Fuego en la Región de Magallanes a 56° S.
Es una de las especies colonizadoras de los terrenos deforestados en el sur del país, formando los renovales o bosques nuevos después de un incendio forestal o una tala.
Se adapta con facilidad a una gran variedad de condiciones climáticas y edáficas: tolera bien la inundación y los suelos ácidos.
En su más austral rango natural de distribución tolera temperaturas de −20 °C. Se desarrolla bien en el sur de Inglaterra y en las Islas Feroe, cuyas procedencias fueron directamente traídas de los bosques más australes de Tierra del Fuego ha probado ser especialmente resistente al frío. Existe un espécimen en buen estado en Northumberland, en el Noreste de Inglaterra. Ha sido plantado en la costa norte del Pacífico de Estados Unidos.

## En la cultura mapuche
En la cultura mapuche este árbol tiene carácter sagrado y es el símbolo de la machi. Suele haber uno plantado junto al rehue durante las ceremonias llamadas guillatún y machitún, donde se utiliza una de sus ramas para lanzar parte de las ofrendas líquidas. 
En el siglo XVI, los loncos o boigues usaban un bastón de canelo como símbolo de su autoridad en tiempos de paz y por eso se les daba el nombre de ngen foye, «dueños del canelo» en mapudungun, que derivó en el término castellanizado boigue.
Representa el contacto con el Ngen-mawida, la interacción entre el pueblo mapuche y la naturaleza del bosque nativo.

## Drimys wintericomo planta hospedadora
Esta especie es la única planta hospedadora del lepidóptero Ithutomus valdivianus de la familia Yponomeutidae.

## Usos

### Corteza y madera
Su corteza, llamada corteza de Winter, es rica en taninos, que repelen a los insectos consumidores de madera, y también contiene grandes cantidades de vitamina C, lo que convirtió al canelo en la primera fuente comercial de este remedio contra la enfermedad del escorbuto.
Su madera, de color rojizo y liviana, tiene hermosos grabados. Se usa en mueblería e instrumentos musicales. No es durable al exterior porque la lluvia continua la daña. No se utiliza mucho como leña a causa del humo picante que despide, pero sí tiene usos madereros en la confección de tablas de buena calidad o como reemplazante de bajo costo del alerce en la obtención de tejuelas de durabilidad inferior.

### Culinario
Sus frutos se comercializan como un condimento muy similar a la pimienta. Para ello, el fruto debe ser previamente secado, antes de ser usado como una especia, la cual se conoce como pimienta de Canelo, pimienta Chilota, o pimienta Mapuche.

### Propiedades médicas
El canelo ha sido largamente investigado en los laboratorios nacionales. Ya en el año 1956, se informó de varios estudios sobre la composición química y sus propiedades medicinales (Gautier, 1956).
Se trata de una planta con distintos tipos de principios activos, entre ellos la vitamina C, la que se encuentra en mayor cantidad en la corteza del árbol y alcanza concentraciones superiores a los frutos del naranjo y del limón. Las propiedades más destacadas del canelo se pueden atribuir principalmente al aceite esencial, aunque también el tanino y la Vitamina C tienen efectos cicatrizantes y desinfectantes. Estos efectos hacen del canelo una valiosa ayuda en la curación de todo tipo de heridas.
También se ha estudiado la propiedad antibacteriana y se logró demostrar "in vitro" un efecto contra el Staphylococcus aureus. A la presencia de la vitamina C, se atribuye el efecto antiescorbútico.
Por otra parte, como indicación de uso externo, el canelo sirve para limpiar heridas, especialmente las que están infectadas. El Padre Zinn (1929) señala sobre el canelo: "al exterior tiene un poder marcado para deterger y limpiar rápidamente las heridas".

## Taxonomía
Drimys winteri fue descrita por J.R.Forst. & G.Forst. y publicado en Characteres Generum Plantarum 84, t. 42, en el año 1775. (29 Nov 1775)
Variedades aceptadas
- Drimys winteri var. chilensis (DC.) A.Gray

Sinonimia
- Cortex winteranus Garsault
- Drimys aromatica Descourt. ex Baill.
- Drimys aromatique Descourt.
- Drimys chilensis DC.
- Drimys chilensis var. latifolia Miers
- Drimys granatensis Mutis ex L.f.
- Drimys magnoliaefolia Kunth ex Eichler

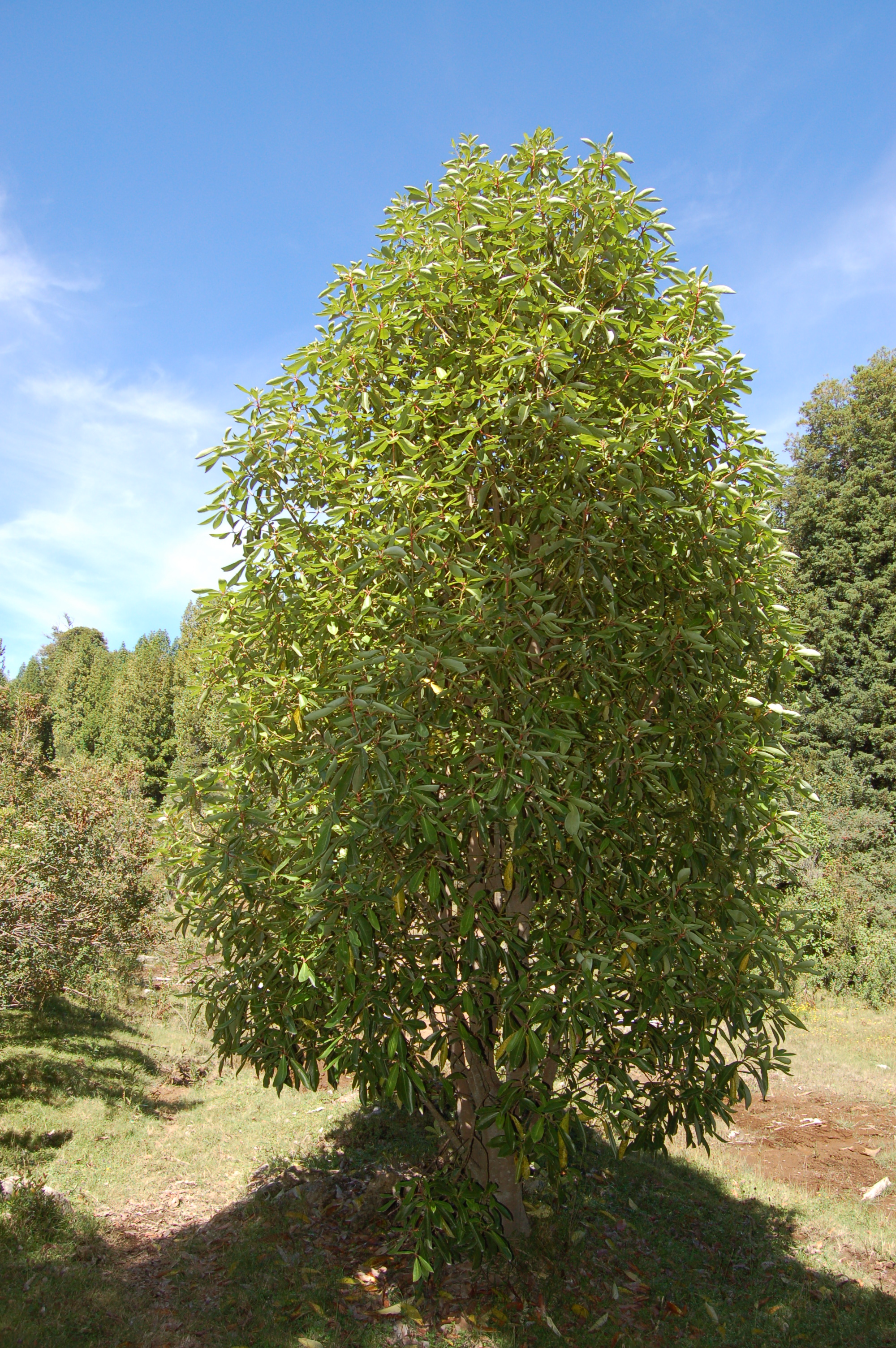
Drimys winteri adulto de unos 3 metros en bosque de renovales

- Drimys paniculata Steud.
- Drimys polymorpha Spach ex Baill.
- Drimys punctata Lam.
- Drimys winterana Thell.
- Wintera aromatica Murray
- Winterana aromatica Sol. ex Foth.
- Winterana cortex Daléchamps[9][10]